# هوركاخو دي لا سييرا
هوركاخو دي لا سييرا (بالإنجليزية: Horcajo de la Sierra)‏ هي بلدية ومدينة في منطقة الحكم الذاتي وتقع في منطقة مدريد في وسط إسبانيا. تبلغ مساحة هذه المدينة 21.2 (كم²)، ويبلغ عدد سكانها 173 نسمة حسب إحصاء سنة 2009 م.